# Біднова Любов Євгенівна
Любо́в Євге́нівна Шемплинська, у шлюбі Бідно́ва (1882, Одеса — ?) — українська педагог, активістка «Просвіти», публіцистка, письменниця, громадська діячка, редакторка. Псевдоніми та криптоніми — Л. Жигмайло, Жиг-ло, Л. Ж-ло. Жертва російського окупаційного терору.

## Життєпис
Батьки: відставний підполковник Євген та Ольга (хрещена мати обох онуків, Арсена та Леоніда) Шемплинські.
В Одесі познайомилася з істориком Василем Бідновим, де він навчався в духовній семінарії, та одружилася з ним у Києві, де він мешкав до 1902 року. Потім чоловіка направляють викладати до Астрахані, але вже наступного року йому пощастило дістати посаду вчителя Катеринославської семінарії. Відтоді мешкають у Катеринославі. 1904 року народила сина Арсена (1904—1928), згодом — Леоніда (1908-?). Дітей хрестили у Преображенському соборі в Катеринославі. 

### Громадська і письменницька діяльність у Катеринославі
З приїздом 1903 до Катеринослава (нині Дніпро) Любов Біднова разом з чоловіком брала активну участь у становленні та діяльності «Просвіти», виданні тут перших українських газет і часописів.
Внаслідок революції 1905 року в Україні з'явилася змога видавати часописи українською мовою. 24 лютого 1906 року у Катеринославі побачило світ перше число політичного, економічного і літературного часопису «Добра порада». Вік тижневика виявився недовгим — після четвертого номера цензура закрила його. А завдання у часопису було шляхетне — «стати на обороні інтересів цілого українського народу, котрий переважно, бодай не сказати — виключно, складається з самих селян-хліборобів…».
У другому числі «Доброї поради» 17 березня 1906 року) вміщено статтю Л. Жигмайло (Любові Біднової) «Кріпацтво в творах Т. Г. Шевченка». Шевченківська тематика постійно наснажувала дослідницю, вона створила цілу низку досліджень Кобзаревої спадщини. Ось деякі з них: «Отношение потомства к памяти Шевченко» («Исторический вестник». — 1911. № 2); «Діти в поезії Шевченка» Живе слово». — 1918. — № 1,видання «Катеринославського товариства Просвіта»); «Зрадники в поезії Шевченка» («Український пролетар». — № 20. — 26 березня). У цих статтях Біднова виступає популяризаторкою Кобзаревої творчості, показує її актуальність, звертає увагу на недосліджені аспекти.
Біднова була дуже активною у громадській роботі, зазначають Світлана та Василь Ульяновські у додатках до видання «Українська культура» (1993). Вона листувалася з відомими діячами національного руху Андрієм Ніковським, Сергієм Єфремовим, Марією Грінченковою, була дописувачкою газети «Рада» (статті про українську школу, оповідання «Про душу», «Безсилля»). В одному з листів до Ніковського Біднова ділилася давно обміркованою ідеєю написати «про національний надрив у творах Франка, Лесі Українки та єврейського поета Бялика», про «моральне братовбивство однією нацією другої». Біднова постійно працювала над удосконаленням своєї майстерності. Вона хотіла домогтися, «щоб думки мої, втілені в живому образі, нагадували птицю, що гарно летить при світлі сонця, а не муху, заплутану в павутинню слів, та ще часом безкрилу та безголову, як я це бачу в деяких з своїх творів!…».
У родині Біднова була каталізатором національної ідеї і в цьому плані активно впливала на чоловіка. Українство Василя Біднова, роблять висновок Світлана та Василь Ульяновські, значною мірою зміцнювалося і розвивалося саме завдяки цьому.
У 1910—1913 роках у Січеславі виходить ще один український часопис, неофіційний орган «Просвіти» під назвою «Дніпрові хвилі». Його фактичним редактором був Дмитро Дорошенко. Тут активно друкується Біднова.
Ось лише деякі її публікації 1913 року — про Івана Франка і літературну діяльність Лесі Українки, про комедію С. Васильченка «Недоросток» і про «Народні оповідання» катеринославської письменниці Тетяни Сулими, про дешеві книжки для дітей і оповідання «Погана мати». Восени 1913 Дорошенко виїхав до Києва, і подружжя Біднових пообіцяло йому довести видання «Дніпрових хвиль» до кінця року, що було й зроблено, а далі вже видання довелося припинити.
У цей час деякі твори Л. Жигмайло (Біднової) виходять окремими виданнями — «Погана мати» (Катеринослав, 1913), дослідження «Мих. Коцюбинський. Спроба характеристики» (Катеринослав, 1915). Вона друкується в московському часописі «Украинская жизнь» — розвідки «Лебединая песня Л. Украинки» (1913, № 9) та «Национальные мотивы в произведениях Бялыка и Франка» (1916, № 6). Ці розвідки включив до бібліографії в своїй «Історії українського письменства» Сергій Єфремов. До речі, з Єфремовими Біднови були в приятельських взаєминах.

### Діяльність у «Просвіті»
Належачи до Катеринославської «Просвіти», Біднова, попри утиски, яких зазнає товариство від властей, провадить українську національно-культурну справу. На початку Першої світової війни просвітяни заснували у передмісті Катеринослава Мандриківці їдальню. У ній гурток українського жіноцтва на чолі з Бідновою годував родини тих українців, які мусили піти до війська. З літа 1915 року та ж «Просвіта» організувала «Галицький комітет» — він ставив своїм завданням допомагати тим галицьким українцям, яких російський уряд евакуював на Катеринославщину. Місцеві просвітяни, в тому числі й подружжя Біднових, робили це для того, щоб через допустимі з боку російського уряду форми благодійності ширити в масах українського населення національну свідомість.
Після ліквідації у 1916 товариства «Просвіта» з його благодійними установами українці вступають до російського товариства «Научное общество», організовують при ньому окрему «комісію для вивчення місцевого краю». На чолі комісії стала Біднова. Українці щотижня влаштовували засідання, на яких читалися реферати з історії, географії та етнографії Катеринославщини, провадилися національні співи та інша освітня робота. Помешкання для цих засідань охоче давала в своїй комерційній дівочій школі росіянка С. І. Степанова, що потім, від 1917 виступає як завзята противниця українського руху (була замордована махновцями). Голова комісії для вивчення місцевого краю, Біднова вживала всіх заходів, щоб збільшити обсяг комісії й зробити її засідання цікавими для громадянства.
Лютнева революція в Російській імперії скинула ненависне царське ярмо, у Січеславі знов відродилася «Просвіта», інші національні товариства.
У вирі нового життя опинилися і Біднови. 11 березня 1917 року відбулися установчі збори відновленої «Просвіти», а 12 березня — перші збори ради «Просвіти». На них Біднову обрано заступницею голови Січеславської «Просвіти» (виконувала ці обов'язки півтора місяці). Бідновим, Є. Вировому і П. Щукину доручено негайно розпочати видання газети.
Вже 18 березня вийшло перше число «Вістника товариства „Просвіта“ у Катеринославі» (вийшло 22 числа; випуск газети припинився у серпні 1917). Це безпартійне видання з'являлося щотижня, коштувало 10 копійок. Редакція знаходилася при книгарні «Слово» — в будинку Мізка на вул. Поліцейській, 59 (нині — вул. Шевченка, будинок, де колись знаходився філологічний факультет університету). На загальних зборах «Просвіти», які відбулися 9 липня 1917 року у приміщенні III жіночої гімназії, Біднова робила доповідь «Про значення „Просвіт“ у відродженні українського життя».
У вересні 1917 року у Катеринославі відкривається Перша українська гімназія. Біднову обирають головою батьківської ради гімназії. Як і губернський комісар народної освіти Іван Труба, вона бореться за дерусифікацію народної освіти на Придніпров'ї. Зокрема, їх непокоїть доля відкритого у 1918 році в Катеринославі університету. 6 жовтня 1918 року чоловік із сином Арсеном виїхав на місце своєї нової служби в Українському університеті в Кам'янці-Подільському.
Знов з'єднатися родині Біднових не судилося. Проте не переривався листовний зв'язок, наскільки це було можливим в умовах громадянської війни і повоєнної розрухи.

### Закриття Катеринославського товариства «Просвіта»
В умовах, коли більшовицька влада, по суті, паралізувала діяльність Січеславської «Просвіти», в місті ще жевріло створене нею Українське учительське товариство в Січеславі.
На річних зборах товариства 2 лютого 1920 року Біднову знову обрано до складу ради товариства. Вона запропонувала заснувати комісію для видання українських підручників, виголосила доповідь на цю тему і увійшла до складу комісії («Український пролетар». — 1920. — 18 лютого).
У 1920-х Біднова працює вчителькою 20-ї трудової школи у Дніпропетровську. На руках у неї була стара мати. У червні 1928 року їх відвідав академік Сергій Єфремов. У липні 1928 року вона дізнаються про несподівану смерть у Празі її сина Арсена.

### Арешт
Любов Біднову заарештовано 10 вересня 1929 року разом з багатьма іншими представниками місцевої національної інтелігенції. На момент арешту Бідновій було 47 років, але удари долі наклали на неї відбиток. Суд у справі «Спілки визволення України» відбувався в Києві в березні-квітні 1930. На лаву підсудних потрапило й три представники «Дніпропетровської філії» «СВУ» — професор Петро Єфремов, вчитель Микола Білий і вчителька Любов Біднова. Вона заявляє, що за весь час її перебування в «СВУ» тільки один раз, може, розмовляла з Петром Єфремовим і жодної роботи там не провадила. Біднова була засуджена за статтями 54-11 та 54-2 КК УРСР до трьох років позбавлення волі (умовно). Навіть після такого «м'якого» вироку влаштуватися на працю за фахом було неможливо. Вона бідувала, хоч про її подальшу долю і долю сина Леоніда нічого невідомо. 1935 року у Варшаві помер Василь Біднов. У зв'язку з цим керівник відділення православної теології Варшавського університету (де викладав Біднов) митрополит Діонисій у квітні 1935 року звертався у департамент вірувань і народної освіти Польщі з пропозицією про надання допомоги вдові. Чи дійшла до неї ця допомога — невідомо. 
Подальша доля Любові Біднової невідома. Рік і точне місце її смерті — також невідомі. 
Любов Біднову реабілітовано у 1989 році. 